# Де Стефано, Паоло
Паоло Де Стефано (итал. Paolo De Stefano; ум. 13 октября 1985, Реджо-ди-Калабрия, Италия) — итальянский криминальный деятель, член Ндрангеты, общепризнанный в криминальном мире босс Реджо-ди-Калабрии. Вместе со своими братьями Джованни, Джорджо и Орацио он стоял во главе ндрины Де Стефано.

## Ранние годы
Семья Де Стефано происходила из района Арчи в Реджо-ди-Калабрии. Паоло и его брат Джорджо несколько лет проучились в университете. Пентито Джакомо Лауро, занимавший важные позиции в мафиозных кланах Реджо-ди-Калабрии так вспоминал о ранних годах братьев Де Стефано:
В 1970 году… Де Стефано… были никем, они были никем. Братья Де Стефано стали хозяевами Реджо-ди-Калабрии после войны, первой мафиозной войны. … Я не хочу ругаться, но кем, чёрт возьми, были Де Стефано в 1970-х? Они убили некоего Серджи из-за четырёх быков, из-за мошенничества с четырьмя волами в Модене… Это были Де Стефано. Они занимались мелким мошенничеством из-за четырёх коров, … затем с сигаретами.
Братья Де Стефано приобрели известность, будучи членами клана Доменико Триподо, старого главы преступного мира Реджо-ди-Калабрии, который разбогател на контрабанде табака. В течение двух лет (в результате первой войны ндрангеты в 1974—1976 годах) братья превратились из рядовых членов ндрангеты в новых «властелинов» Реджо-ди-Калабрии. Они сумели заполучить монополию на строительные работы в северной части города, оттеснив от рынка государственных контрактов конкурентов из клана Триподо. Поддержку им в этом оказали кланы Пиромалли и Маммолито. Кроме того, они разграбили партию контрабандного табака, принадлежавшую Триподо.
Джованни Де Стефано, брат Паоло, был убит в 1974 году, при этом другой его брат Джорджо был ранен. Нападение стало причиной так называемой «первой войны ндрангеты». Триподо был арестован в феврале 1975 года и заключён в неаполитанскую тюрьму Поджореале в Неаполе. Он был убит при участии босса каморры Раффаэле Кутоло, босса Новой каморры, сотрудничавшего с Де Стефано в сфере торговли наркотиками.

## Политические связи
Братья Де Стефано имели связи со всем спектром правых политических движений (от официальной партии Итальянское социальное движение до внепарламентских групп) и активно поддержали их в организации восстания, произошедшего в Реджо-ди-Калабрия в 1970 году и направленного против того, чтобы город Катандзаро стал региональной столицей. Он также помогал принцу Юнио Валерио Боргезе, в том числе и его планах по неофашистскому перевороту. Так называемый «путч Боргезе» окончился провалом в ночь на 8 декабря 1970 года.
Во второй половине 1970-х годов Паоло Де Стефано совместно с Джироламо Пиромалли основал «Ла Санту», тайное общество в самой ндрангете, целью которого было установление постоянных контактов между массонством, мафией и политиками. Де Стефано вступил в масонскую ложу, чтобы более надёжно чувствовать себя в деловых и политических кругах. Его двоюродный брат Джорджо Де Стефано был обвинён и заключён в тюрьму за свою деятельность в качестве посредника между масонской мафией и группой видных итальянских политиков.
Паоло поддержал своего его, юриста Джорджо Де Стефано, на выборах от Христианско-демократической партии.
После первой войны ндрангеты Де Стефано стал непререкаемым криминальным боссом Реджо-ди-Калабрии, чем значительно привлёк к себе внимание полиции. В результате он был осуждён на большом судебном процессе против ндрангеты в 1979 году (известном как процесс Де Стефано+59) и отправлен во внутреннюю ссылку, юридическую меру, направленную на то, чтобы выгнать мафиози из их родных городов. Паоло бежал во Францию, где в 1983 году был арестован в Кап-д’Антибе на Лазурном Берегу. Однако из-за предварительного залога (итал. libertà su cauzione), по состоянию здоровья и статуса беглеца он провёл мало дней в тюрьме.

## Вторая война ндрангеты
Вторая война ндрангеты началась из-за брака Джузеппины Конделло, сестры братьев Конделло, младших боссов Де Стефано, и Антонио Имерти, лидера соседней ндрины в Вилла-Сан-Джованни. Конфликт разразился в 1985 году, через два года после их свадьбы, в ходе которого практически все ндрины города Реджо-ди-Калабрия разделились на две противоборствующие фракции. Де Стефано стал опасаться нового союза, который мог бы угрожать его власти. Неудачное покушение на Антонио Имерти спровоцировало убийство Паоло Де Стефано, совершённое братьями Паоло и Доменико Конделло 13 октября 1985 года. Кровавый шестилетний конфликт между кланом Конделло-Имерти и Де Стефано, бывшего в союзе с кланом Тегано, унёс жизни 621 человека.
По мнению социолога Пино Арлакки, причиной конфликта стало стремление братьев Де Стефано использовать своё накопленное богатство и власть для того, чтобы заполучить контракты на порт Джоя-Тауро. Последовавшая за этим конфронтация с семьёй Пиромалли, которая обладала монополией на этот порт, уничтожила половину членов клана Де Стефано, в том числе и его главу Паоло.

## Наследование
Брат Паоло Орацио Де Стефано и его двоюродный брат, юрист Джорджо Де Стефано, взяли на себя руководство кланом. Оба считались главными менторами «pax mafiosa», положившего конец второй войне ндрангеты. Впоследствии боссом стал Джузеппе Де Стефано, сын Паоло. Он был арестован в декабре 2008 года. Его другой сын Кармине Де Стефано был арестован в декабре 2001 года.
По словам прокурора Сальваторе Боэми, Де Стефано представлял интересы криминального управленца, контролировавшего транснациональную преступную корпорацию, имеющую совместные предприятия с Раффаэле Кутоло из каморры и Нитто Сантапаолой и Франческо Феррерой из коза ностры в Катании.